# Collomia macrocalyx
Collomia macrocalyx är en blågullsväxtart som beskrevs av Leiberg och A. Brand. Collomia macrocalyx ingår i släktet limfrön, och familjen blågullsväxter. Inga underarter finns listade i Catalogue of Life.